# American Circus
 (février 2021).
Si vous disposez d'ouvrages ou d'articles de référence ou si vous connaissez des sites web de qualité traitant du thème abordé ici, merci de compléter l'article en donnant les références utiles à sa vérifiabilité et en les liant à la section « Notes et références ».

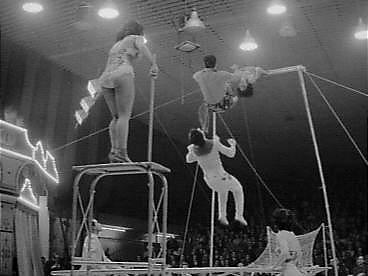

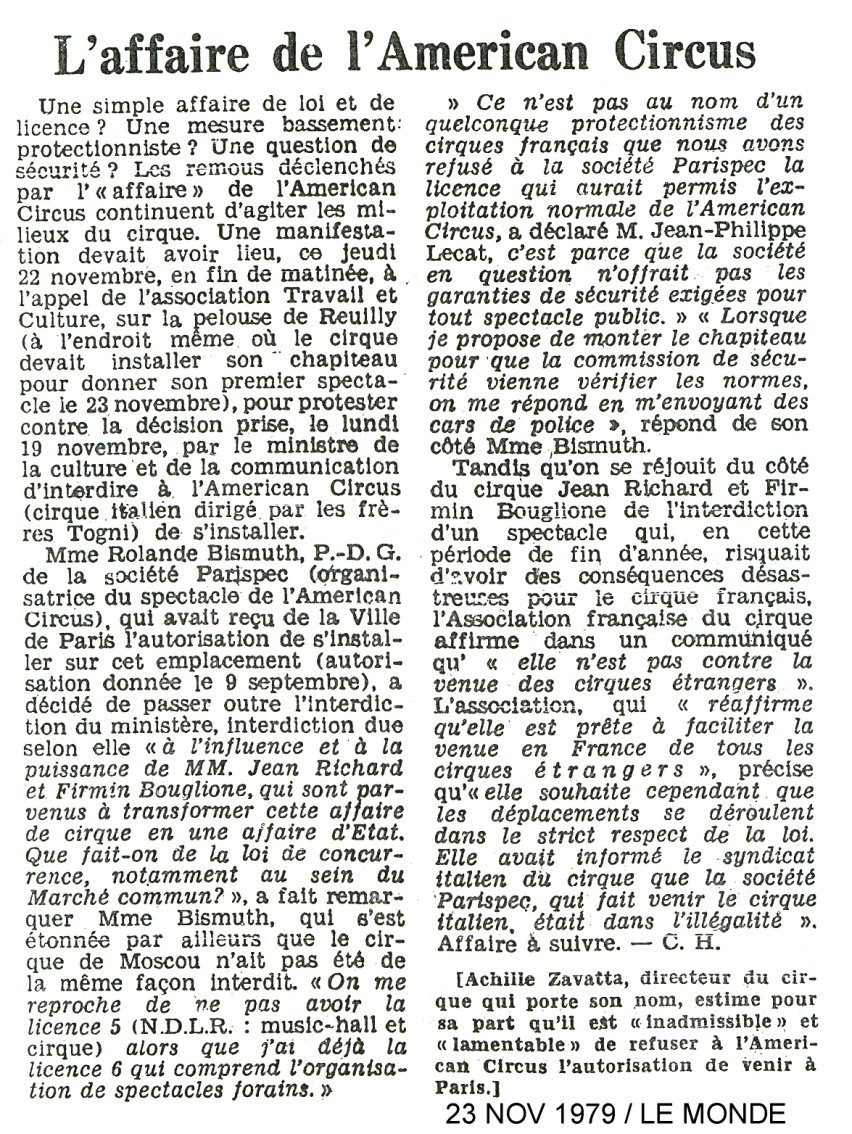

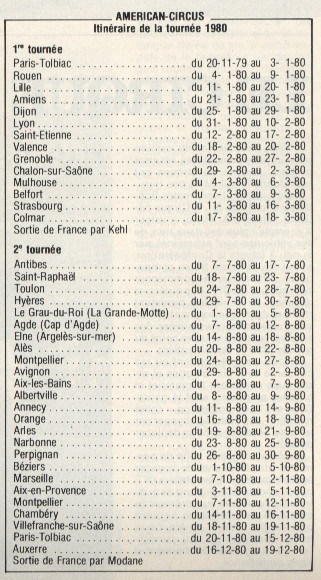

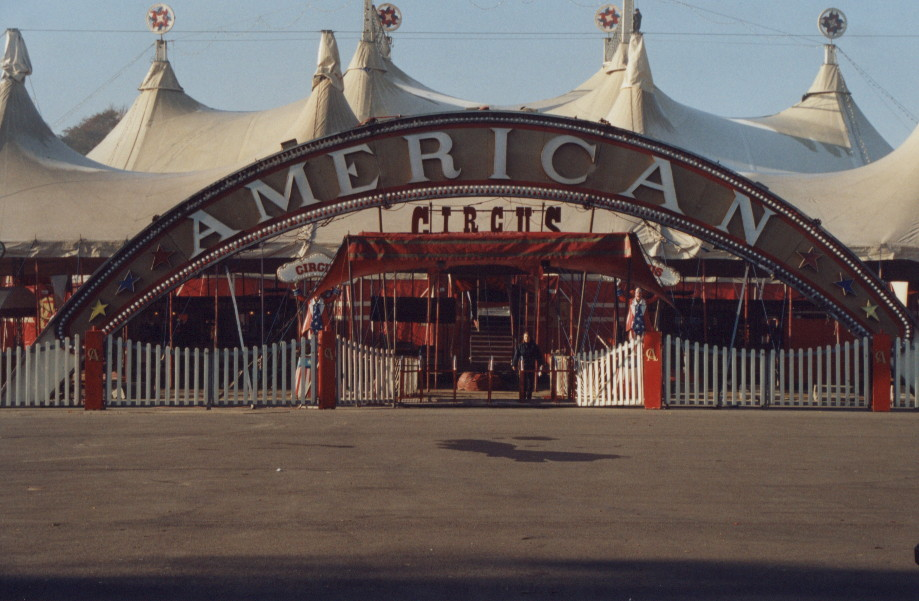

L'American Circus (Circo Americano en italien) est un cirque itinérant en Europe sous la direction de la famille italienne Togni (Flavio Togni, Daniele et Cristina Togni).

## Histoire
L'histoire de l'American Circus commença à la fin des années 1950 en Espagne. Le spectacle est alors produit par les associés Manuel Feijóo Salas et Arturo Castilla,.
Arturo Castilla en devient le président en 1962 et s'associe avec Carol Williams, propriétaire d'un établissement, pour une tournée en Allemagne puis aux Pays-Bas, le cirque aura comme nom : Circus Heros.
C'est à Turin le 24 novembre 1963 que débute la tournée italienne. Suivirent les grandes villes de Milan, Rome, Naples et Gênes. Arturo Castilla s'associe à Fedinando Togni et sa famille, qui deviendront en 1976 les propriétaires de l'établissement après la retraite de Arthuro Castilla et de Carol Williams. La même année le Prince Rainier III de Monaco engage la famille Togni pour l'organisation du Festival international du cirque de Monte-Carlo. Flavio Togni y reçoit son premier « Clown d'Argent »,.
Alors que le cirque ne fait plus autant sensation en France, Enis Togni (qui a pris le relai de son père) décide de conquérir Paris en novembre 1979. Mais la venue du cirque est mouvementée : le ministère de la Culture et de la communication lui interdit de s'installer sur la pelouse de Reuilly. La police est dépêchée sur place pour empêcher toute intervention des Italiens à monter leur chapiteau.
Après Paris l'American Circus décide d'entamer une tournée dans l'Hexagone passant par le Nord, l'Est, les Alpes et la Méditerranée durant l'année 1980. Les Togni décidèrent de renouveler l'expérience en 1981 mais privilégiant l'Ouest. La côte atlantique, la Bretagne ainsi que les régions Centre accueillent le cirque à trois pistes. Entretemps Flavio Togni reçoit son deuxième « Clown d'Argent » au Festival international du cirque de Monte-Carlo. Jusqu'en 1986 l'American Circus sillonnera le territoire français malgré les problèmes survenus avec les établissements français[Lesquels ?] et ne reviendra pas avant décembre 2004 à Paris mais cette fois en salle à la porte de Versailles.
Le cirque italien continuera son périple européen en Allemagne jusqu'en 1989. Pendant ce temps Flavio Togni est approché par les recruteurs du cirque Ringling Bros. and Barnum & Bailey Circus et signe un contrat de deux ans pour présenter 4 numéros par spectacle : 4 chevaux et 4 éléphants sur une même piste, tigres blancs, rhinocéros et troupeau d'éléphants.
De retour en Europe les Togni reprennent les routes en passant par l'Allemagne, le Luxembourg, les Pays-Bas mais aussi l'Italie où le Circo Americano prend ses quartiers d'hiver à Vérone. Le cirque se produit dans les grandes villes comme Rome, Berlin, Rotterdam. En 1994 une tournée en Belgique est prévue dans au moins de 10 villes dont Bruxelles.

## Infrastructures
En 2007, l'établissement compte deux chapiteaux, l'un de 4000 places assises, l'autre de 3500 sièges, un ring de 3 pistes (transformables en hippodrome pour certains numéros), 11 éléphants, une quarantaine de chevaux, une trentaine de semi-remorques, une cinquantaine de roulottes et remorques, plus d'une centaine de personnes (artistes et leur famille, monteurs, chauffeurs, cuisiniers, palefreniers, techniciens en tout genre...).

Le cirque est en tournée en Italie où il se produit 4 à 5 mois par an en hiver de novembre à mars. Le reste de l'année les animaux sont répartis dans plusieurs établissements européens. Pour la tournée 2007 : 4 éléphants et 4 tigres blancs sont au cirque Arlette Gruss en France alors que 4 autres pachydermes et une partie de la cavalerie sont aux Pays-Bas au cirque Renz.